# Anatolie Prepeliță
Anatolie Prepeliță (Chișinău, 6 agosto 1997) è un calciatore moldavo, difensore del S.G. Tormenta.

## Statistiche

### Cronologia presenze e reti in nazionale
| Cronologia completa delle presenze e delle reti in nazionale ― Moldavia | Cronologia completa delle presenze e delle reti in nazionale ― Moldavia | Cronologia completa delle presenze e delle reti in nazionale ― Moldavia | Cronologia completa delle presenze e delle reti in nazionale ― Moldavia | Cronologia completa delle presenze e delle reti in nazionale ― Moldavia | Cronologia completa delle presenze e delle reti in nazionale ― Moldavia | Cronologia completa delle presenze e delle reti in nazionale ― Moldavia | Cronologia completa delle presenze e delle reti in nazionale ― Moldavia |
| Data                                                                    | Città                                                                   | In casa                                                                 | Risultato                                                               | Ospiti                                                                  | Competizione                                                            | Reti                                                                    | Note                                                                    |
| ----------------------------------------------------------------------- | ----------------------------------------------------------------------- | ----------------------------------------------------------------------- | ----------------------------------------------------------------------- | ----------------------------------------------------------------------- | ----------------------------------------------------------------------- | ----------------------------------------------------------------------- | ----------------------------------------------------------------------- |
| 11-10-2019                                                              | Andorra la Vella                                                        | Andorra                                                                 | 1 – 0                                                                   | Moldavia                                                                | Qual. Euro 2020                                                         | -                                                                       |                                                                         |
| 14-10-2019                                                              | Chișinău                                                                | Moldavia                                                                | 0 – 4                                                                   | Albania                                                                 | Qual. Euro 2020                                                         | -                                                                       | 81’                                                                     |
| 9-1-2020                                                                | Doha                                                                    | Svezia                                                                  | 1 – 0                                                                   | Moldavia                                                                | Amichevole                                                              | -                                                                       |                                                                         |
| Totale                                                                  |                                                                         | Presenze                                                                | 3                                                                       |                                                                         | Reti                                                                    | 0                                                                       |                                                                         |